# WD 0810–353
WD 0810-353, även känd som UPM J0812-3529, är en ensam stjärna belägen i den mellersta delen av stjärnbilden Akterskeppet. Den har en skenbar magnitud av ca 14,47 och kräver ett kraftfullt teleskop för att kunna observeras. Baserat på parallax enligt Gaia Data Release 3 på ca 89,51 mas beräknas den befinna sig på ett avstånd av ca 36,5 ljusår (ca 11,2 parsec) från solen. Den rör sig närmare solen med en heliocentrisk radialhastighet av ca -374 km/s. Detta värde för dess radiella hastighet på −373,74 ± 8,18 km/s kan dock vara felaktigt eftersom Gaias programvarupipeline inte innehåller någon mall för vita dvärgar. Alternativa analyser tyder på en radialhastighet på -4,248 km/s. Stjärnresten kan närma sig solsystemet om 29 000 år på ett avstånd av cirka 0,15 parsec, 0,49 ljusår eller 31 000 AE från solen, vilket innebär att den passerar väl inom Oortmolnets föreslagna gränser. En sådan närhet kommer nästan säkert att göra dess förbiflygning till den närmaste i framtiden, tills förbiflygningen av Gliese 710 sker cirka 1,14 miljoner år efter dvärgens förbiflygning.

## Observation
WD 0810-353 är ett svagt objekt med en skenbar magnitud på 14,5 i den sydliga stjärnbilden Akterskeppet. Dess rörelse vinkelrätt mot siktlinjen från jorden är betydande och den listas konsekvent som en stjärna med hög egenrörelse.
Nya observationsdata bekräftade det mycket starka magnetfältet hos denna vita dvärg och gav ett nytt värde för radialhastigheten, +83 ± 140 km/s. Med detta värde är den framtida förbiflygningen till solsystemet anmärkningsvärd.

## Egenskaper
WD 1810-353 är en gul till vit dvärgstjärna av spektralklass DAH. Den har en massa av ca 0,63 solmassa, en radie av ca 0,01 solradie och utsänder energi från dess fotosfär motsvarande ca 0,00017 gånger solen vid en effektiv temperatur av ca 6 100 eller ca 6 270 K.